# 聖ペテロの否認 (ラ・トゥールの絵画)
『聖ペテロの否認』（せいペテロのひにん、仏: Le Reniement de saint Pierre, 英: The Denial of Saint Peter）は、フランス17世紀の画家ジョルジュ・ド・ラ・トゥールが1650年に制作したキャンバス上の油彩画である。フランスのナント美術館に所蔵されている。

## 歴史
ラ・トゥールは、第一次世界大戦中の1915年にドイツの美術史家ヘルマン・フォスによって再発見された画家である。同年の論文で、フォスはフランスの美術館が所蔵する３点の作品をあげた。いずれも深い闇の中に包まれた人物の半身像がロウソクの光によって浮かび上がる謎めいたもので、レンヌ美術館の『新生児 (生誕)』、そしてナント美術館の本作『聖ペテロの否認』と『聖ヨセフの夢』(当時は『若い娘に起こされる眠った老人』と呼ばれていた) であった。
ナント美術館の2点は、ナント市が1801年に外交官カコーのコレクションと一緒に獲得した後は、アントワープのフランドル派の画家ヘラルト・セーヘルスの作品とされていた。『聖ペテロの否認』については、結局は単にフランドル派の画家の作品ということにされ、特定の画家に帰属されることはなかった。この作品には署名があったにもかかわらず、鑑定家たちは意味のある判断をくだすことができなかったため、名前以外はまったくわからない画家の作品として処理されてしまったのである。
1915年の論文で、フォスは、ナントの2点の作品の署名とロレーヌ地方の古文書保管人たちが記していた作者不明の画家についての文章を関連づけていた。こうして、ルーヴル美術館の学芸員であったポール・ジャモの言葉によれば、フォスは「３世紀近くの間、不可解な忘却につつみこまれていた闇の中から、突然姿をあらわしたまれに見る大天才」であるジョルジュ・ド・ラ・トゥールを見事によみがえらせたのである。
しかし、フォスに先立つ過去の様々な文献がフォスの研究の下地を作っていたことも事実である。特に1863年にフランスの建築家アレクサンドル・ジョリー (Alexandre Joly) が発表していた論文は重要であった。この論文で、ジョリーは、ラ・トゥールが生前に「有名な画家」と呼ばれていたことと並んで、1644年から1651年にかけて描いた『主イエス・キリストの誕生』、『聖アレクシス』、『聖セバスティアヌス』、『聖ペテロの否認』がロレーヌ総督アンリ・ド・ラ・フェルテ＝センヌテールに贈られたことを示す未公開文書があることを明らかにした。この『聖ペテロの否認』は、1650年という年代が記されたナント美術館の本作であると思われる。

## 概要
イエス・キリストの受難に祭し、一番の弟子であった聖ペテロは自身の保身のため、キリストが予告した通り3度キリストのことを知らないと否認した（ペトロ#文化としてのペトロ参照）。本作では、左端の女性の右隣に描かれている老人の聖ペテロがキリストを否認しているところである。中央から右側にかけては、サイコロ遊びに興じるローマの兵士たちが描かれている。このように場面中央に兵士たちを配置し、本来の主題である「聖ペテロの否認」の情景を端に配置する画面構成はイタリアのバロック期の巨匠カラヴァッジョの作品を彷彿とさせるものであり、ヘラルト・ファン・ホントホルストなど17世紀オランダの画家たちの作品とよく似ている。
サイコロ遊びが象徴する「賭博」は、ラ・トゥール作の『いかさま師』(ルーヴル美術館、キンベル美術館) にも見られる通り、17世紀のフランスでは「奢侈」の概念と不可分であり、キリストによる「救済」に対する無関心の証左であった。